# 桜地人館

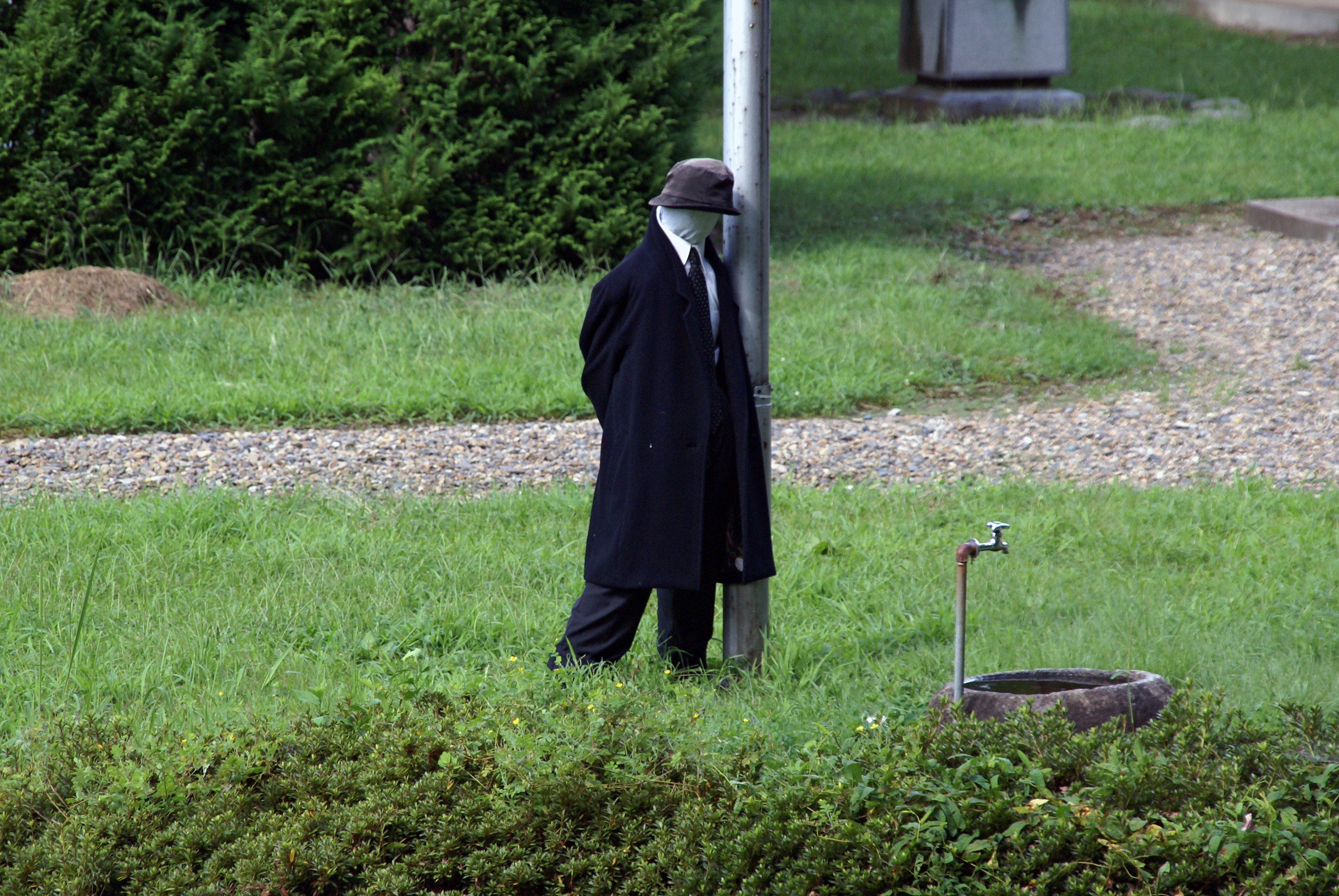
館前の宮沢賢治に似せた案山子

桜地人館（さくらちじんかん）は岩手県花巻市にある美術館・文学館。宮沢賢治の主治医を務めた佐藤隆房が開設した。
宮沢賢治をはじめ、高村光太郎や萬鉄五郎ら花巻所縁の芸術家と、高村光太郎賞を受賞した舟越保武の作品を展示する。玄関脇にある佐藤隆房像は、高村光太郎賞の選考委員を務めていた高田博厚の作品である。
隣地には宮沢賢治「雨ニモマケズ」詩碑がある。
　

## 利用情報
- 開館時間 - 9:00～16:00
- 休館日 - 12月16日～3月14日

## 交通アクセス
- 花巻駅から岩手県交通バス「賢治詩碑」行きで、終点下車、徒歩5分。

## 周辺情報
- 「雨ニモマケズ」詩碑
- 同心家屋